# Custoza (famiglia)

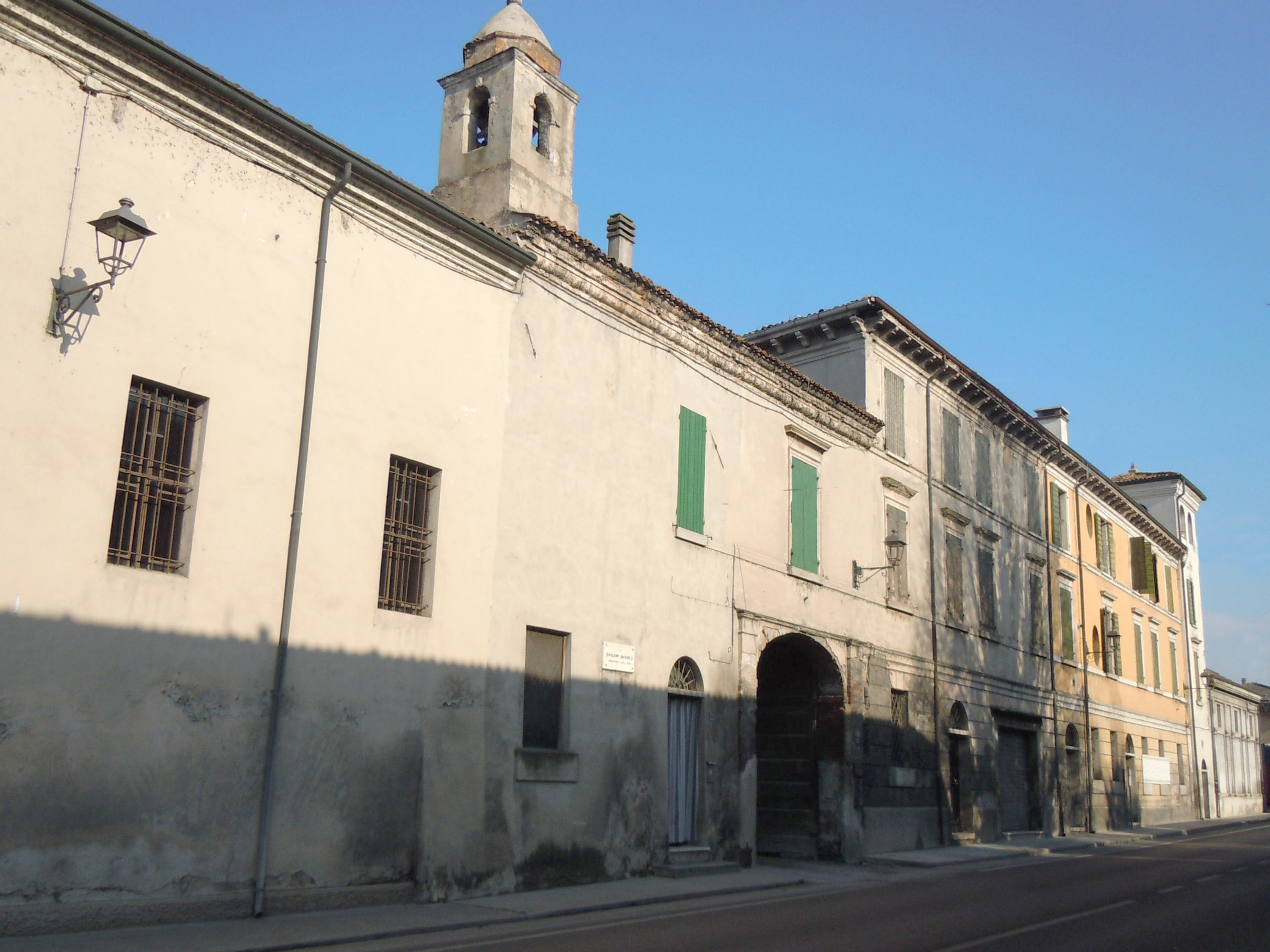
Marengo, Palazzo Custoza

Custoza era una nobile famiglia mantovana, originaria del vicentino, oggi ancora fiorente in Piemonte, Veneto e Friuli.

## Storia
Trasse il proprio nome dall'omonimo castello sito a Costozza, sulle rive del Bacchiglione. Nel 1583 risultava iscritta tra le famiglie nobili di Vicenza. Dopo il 1630, un ramo della famiglia si trapiantò a Mantova, dove nel 1700 ottenne il titolo di conte dal duca Ferdinando Carlo di Gonzaga-Nevers.

## Esponenti illustri
- Angelo Custoza (XVII secolo), coppiere dell'imperatore Leopoldo I d'Asburgo
- Girolamo Custoza (XIX secolo), avvocato e religioso, autore del volume Una lotta clericale[3]
- Camillo Custoza (XIX secolo), politico
- Massimiliano Custoza (1897-1942), militare, medaglia d'oro al valor militare

## Proprietà
- Palazzo Custoza a Marengo
- Palazzo Custoza-Falcinella a Roverbella[4]